# Studio Soi
Studio Soi GmbH & Co. KG Filmproduktion ist eine deutsche Filmproduktionsgesellschaft für Animationsfilme. Sie wurde 2003 im baden-württembergischen Ludwigsburg von Carsten Bunte, Torben Meier, Klaus Morschheuser, Mathias Schreck, Jakob Schuh, Michael Sieber und Saschka Unseld gegründet. Geschäftsführender Gesellschafter ist Carsten Bunte.
2008 gewann der von Studio Soi produzierte Kurzfilm Ernst im Herbst den Preis der Kinderjury des Goldenen Spatzen. Studio Soi war an der Produktion des Kurzfilms Der Grüffelo beteiligt, der für den Oscar 2011 in der Kategorie Bester animierter Kurzfilm sowie für den British Academy Film Award 2011 in der Kategorie Bester animierter Kurzfilm nominiert wurde. 2009 produzierte Studio Soi Der Kleine und das Biest, der den Kristall des Festival d’Animation Annecy, den Prix Jeunesse, den Cartoon d’Or 2011 sowie den von der Fernsehzeitschrift TV Spielfilm verliehenen Kinderspielfilmpreis Emil gewann. Die Filme Engel zu Fuß und Das Bild der Prinzessin gewannen 2008 bzw. 2011 den Prix pour un spécial TV des Festival d’Animation Annecy.
Von 2011 an war Studio Soi an der Produktion der vielfach ausgezeichneten Zeichentrickserie Die fantastische Welt von Gumball beteiligt. 2011 wurde Studio Soi für Das Bild der Prinzessin und Der Grüffelo mit dem Sonderpreis Goldener Spatz für Innovation ausgezeichnet. 2019 gewann die von Studio Soi produzierte Serie Trudes Tier den Preis Jury „Kinderprogramme“ des Robert-Geisendörfer-Preises. 2023 erstellte das Studio die Animation zur Serie Neue Geschichten vom Pumuckl.

## Filmografie (Auswahl)
- 2006: Olis Chance
- 2007: Engel zu Fuß
- 2007: Ernst im Herbst
- 2009: Der Kleine und das Biest
- 2009: Der Grüffelo (The Gruffalo)
- 2010: Das Bild der Prinzessin
- 2011–2017: Die fantastische Welt von Gumball (The Amazing World of Gumball)
- 2014–2021: Trudes Tier

## Serienproduktionen
Studio Soi produziert für das Öffentlich-Rechtliche Fernsehen (ARD, ZDF, Kika) mehrteilige Serien. Die drei prominentesten Beispiele sind Petzi, Trudes Tier und Einspieler für Löwenzahn.